# Кровельный аэратор
Кровельный аэратор (от англ. aerate [eə'reɪt] — наполнять свежим воздухом) — устройство для вентиляции подкровельного пространства и вывода водяных паров и влаги. Применяется на скатных и плоских кровлях. В плоских кровлях предотвращает образование вздутий рулонного кровельного материала при перепадах температуры.
Кровельные аэраторы (дефлекторы, флюгарки) разных диаметров используются при монтаже утепленных т.н.«дышащих» плоских кровель и также при реконструкции плоских кровель для их санации (просушивания).
Кровельные аэраторы (дефлекторы) для скатных кровель имеют различные конструкции и применяются для эффективного проветривания кровельной конструкции, удаления насыщенного влагой воздуха и конденсата.
На плоских кровлях аэраторы устанавливаются равномерно по всей площади кровли в наиболее возвышенных точках кровли в участках стыков теплоизоляционных плит.
На скатных кровлях аэраторы устанавливаются в верхних точках, как можно ближе к коньку, примерно на расстоянии 0,5-0,6 м. Количество аэраторов зависит от площади ската и технических характеристик конкретного аэратора.
Кровельный аэратор должен быть изготовлен из кислотоустойчивой нержавеющей стали марки AISI 316 или из атмосфероустойчивого и ударопрочного полипропилена, не подвержен коррозии и воздействию ультрафиолета. Кровельные аэраторы можно применять в широком диапазоне температур от —50 °C до +90 °C. Пластиковые аэраторы выдерживают кратковременное действие пламени горелки.
Рекомендуется применение аэраторов для всех типов плоских кровель и скатных кровель из металлочерепицы, гибкой (битумной) черепицы, керамической и цементно-песчаной черепицы (в виде вентиляционной черепицы).